# Głowy (województwo wielkopolskie)
Głowy – wieś w Polsce położona w województwie wielkopolskim, w powiecie tureckim, w gminie Brudzew.
Wieś położona jest we wschodniej części gminy Brudzew. Grunty Głów graniczą bezpośrednio z Janowem, Cichowem, Janiszewem, Kwiatkowem oraz Koźminem.
Wieś ma powierzchnię 265 ha. W grudniu 2005 zamieszkiwały ją 154 osoby.
W południowej części wsi funkcjonuje odkrywka KWB "Adamów", która będzie eksploatować złoża węgla przez najbliższe 20 lat.
Nazwa wsi pochodzi od rzeczownika głowa. Można z tego wnioskować, że wieś zamieszkiwało wiele osób, czyli głów.

## Historia
W latach 60. w Głowach działało kółko rolnicze, którego prezesem był Kazimierz Górski. Zaś od początku lat 70. swoją działalność rozpoczęło Koło Gospodyń Wiejskich, które działa do dziś. Pierwszą przewodniczącą była Feliksa Bartłomiejczak. W skład koła wchodziły również panie: Janina Włodarczyk, Lucyna Filas i Helena Kuśmirek
W latach 1975–1998 miejscowość administracyjnie należała do województwa konińskiego.